# IC 5052
IC 5052 (również PGC 65603) – galaktyka spiralna z poprzeczką (SBcd), znajdująca się w gwiazdozbiorze Pawia w odległości około 18 milionów lat świetlnych od Ziemi. Odkrył ją DeLisle Stewart 23 sierpnia 1900 roku.